# Orient (Dakota del Sur)
Orient es un pueblo ubicado en el condado de Faulk en el estado estadounidense de Dakota del Sur. En el Censo de 2010 tenía una población de 63 habitantes y una densidad poblacional de 81,08 personas por km².

## Geografía
Orient se encuentra ubicado en las coordenadas 44°54′6″N 99°5′19″O / 44.90167, -99.08861. Según la Oficina del Censo de los Estados Unidos, Orient tiene una superficie total de 0.78 km², de la cual 0.76 km² corresponden a tierra firme y (2%) 0.02 km² es agua.

## Demografía
Según el censo de 2010, había 63 personas residiendo en Orient. La densidad de población era de 81,08 hab./km². De los 63 habitantes, Orient estaba compuesto por el 100% blancos, el 0% eran afroamericanos, el 0% eran amerindios, el 0% eran asiáticos, el 0% eran isleños del Pacífico, el 0% eran de otras razas y el 0% pertenecían a dos o más razas. Del total de la población el 0% eran hispanos o latinos de cualquier raza.